# 勒尼亞爾峰
65°11′S 63°53′W / 65.183°S 63.883°W

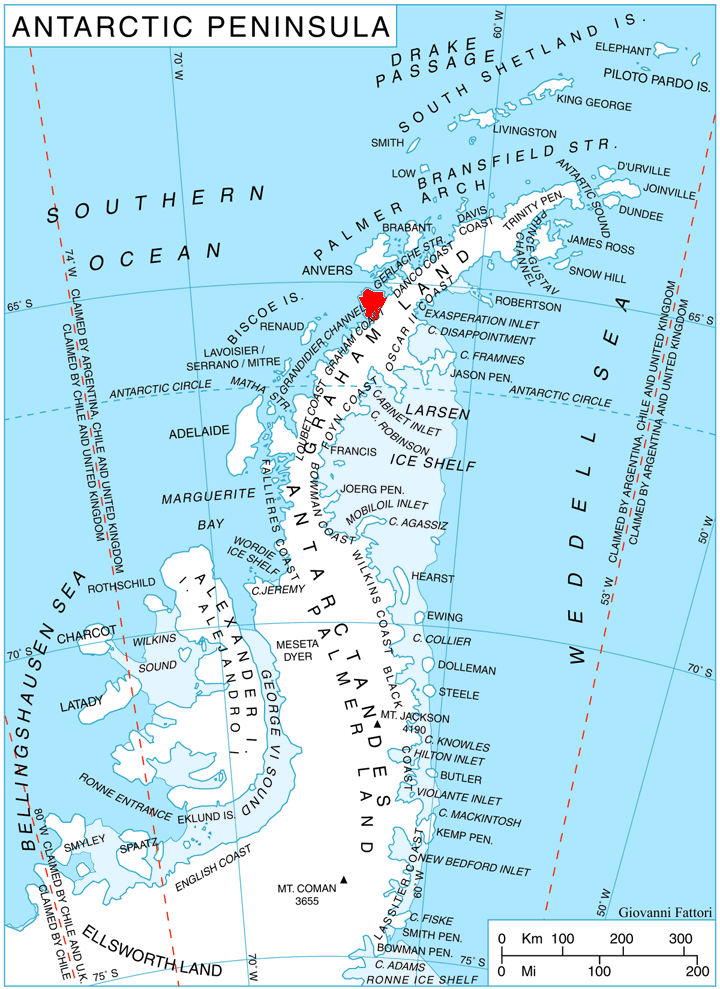

勒尼亞爾峰是南極洲的山峰，位於葛拉漢地西岸的基輔半島，處於皮里山以北6公里，由讓-巴蒂斯特·夏古率領的法國探險隊發現和繪入地圖。